# Oedignatha dentifera
Oedignatha dentifera là một loài nhện trong họ Corinnidae.
Loài này thuộc chi Oedignatha. Oedignatha dentifera được Eduard Reimoser miêu tả năm 1934.